# Coriolopsis daedaleoides
Coriolopsis daedaleoides är en svampart som först beskrevs av Miles Joseph Berkeley, och fick sitt nu gällande namn av Leif Ryvarden 1972. Coriolopsis daedaleoides ingår i släktet Coriolopsis och familjen Polyporaceae.   Inga underarter finns listade i Catalogue of Life.